# 오대승
오대승(吳大陞)[?~?]은 고려 중후기 동복 오씨의 입향조가 된 문신이며, 시호(諡號)는 문헌(文獻)이다.

## 생애 및 활동 사항
오대승은 호장(戶長)오중환의 아들로 태어났으며, 1260년(고려 원종 1)에 문과에 급제하여 벼슬은 고려시중(侍中)을 지냈다. 중앙정계를 그만둔 후, 동복현[현 화순군 동복면]으로 낙향하여 이곳에서 여생을 마쳤다. 오대승은 관가의 길 남쪽[현 전라남도 화순군 동복면 독상리]에 돌을 쪼아서 48석등을 만들어 밤마다 등에 불을 밝혀 하늘에 국태민안(國泰民安)과 후손들의 융성(隆盛)을 기원했다.  

## 사 후
1670년에 후손인 호조 판서 오정일(吳挺一)이 비문을 짓고, 이조판서 오시복(吳始復)이 글씨를 쓴 묘정비(墓庭碑)를 세웠고, 1959년에 오병석(吳炳晳)이 신도비명을 지어 신도비를 세웠다. 묘는 화순군 동복면 독상리 재궁동 모후산 서쪽 기슭에 있다. 2008년 묘로 통하는 계단을 108계단과 왼쪽 언덕 보강 공사를 하고 비석을 세웠다.

## 추 모
동복면 독상리에는 석등각(石燈閣)을 건립하여 시제 전날 밤 자손들이 불을 밝히며 제사를 지낸다. 묘는 화순군 동복면 독상리 재궁동 모후산 서쪽 기슭에 있다. 2008년 묘로 통하는 계단을 108계단과 왼쪽 언덕 보강 공사를 하고 비석을 세웠다.

## 유적지
화순 독상리 석등(石燈)-전라남도 지방 문화재 62호

## 가족관계
증조부-오현좌(동복군)
- 조부-오녕(동복군)
  - 부-오중환(호장)
  - 모-부인 동복화씨(부:화식보-호장)
    - 자-오광찰(호위대장군)
      - 손자-오선(찬성사)
      - 손자-오조영(삼중대광)

    - 자-오광명(무과재신)
      - 손자-오인경(좌찬성)
      - 손자-오연지(좌찬성)

    - 자-오광식(호위대장군)
      - 손자-오각(군기사감역)
      - 손자-오길부(장사랑)

    - 자-오광붕

## 참고 문헌
『동복현 읍지(同福縣邑誌)』
『호남 읍지(湖南邑誌)』
『동복군 읍지(同福郡邑誌)』(1899)
『화순 군지』(화순 군지 편찬 위원회, 1980)